# Paracypria adnata
Paracypria adnata is een mosselkreeftjessoort uit de familie van de Candonidae. De wetenschappelijke naam van de soort is voor het eerst geldig gepubliceerd in 2006 door Smith & Kamiya.